# 宮崎正一
宮崎 正一（みやざき しょういち、1907年10月15日 - 1988年5月20日）は、日本の政治家。北海道深川市長（1期）。

## 来歴
1929年、日本植民学校卒。1942年空知郡一已村会議員となる。この時すでに深川地区の将来を担う役目を負わされた。1947年に村会議員を退任した。戦後の1949年、同村農地委員になった。1951年には再び村議会議員となり、一已村議会副議長と農業委員にも就任し、同村の発展に努めた。1955年に一已村長選挙に立候補し、別の新人を破って初当選を果たした。同年4月30日に就任した。1959年の村長選挙では無投票で再選を果たした。1963年4月30日に退任した。

### 1963年深川市長選挙
同年、深川市が誕生。これによる市長選挙に立候補し、旧深川町長の真鍋政之や、元深川町長で元衆議院議員で自民党の香川兼吉、共産党の新人など3人を破って当選した。
※当日有権者数：19,992人 最終投票率：92.42%（前回比：-pts）
| 候補者名 | 年齢 | 所属党派   | 新旧別 | 得票数  | 得票率 | 推薦・支持 |
| -------- | ---- | ---------- | ------ | ------- | ------ | ---------- |
| 宮崎正一 | 55   | 無所属     | 新     | 6,357票 | 34.9%  | -          |
| 真鍋政之 | 55   | 無所属     | 新     | 5,848票 | 32.1%  | -          |
| 香川兼吉 | 70   | 自由民主党 | 新     | 5,523票 | 30.3%  | -          |
| 升甚秀男 | 32   | 日本共産党 | 新     | 490票   | 2.7%   | -          |

6月17日に就任した。就任直後に深川市は農業構造改善事業計画地域の指定を受け、農業の振興に努め、10月には低開発地域工業開発地域の指定も受け、工業の振興にも貢献した。ほかに小中学校の統廃合や校舎の新築、北海道拓殖短期大学の誘致を進め、開学にこぎつけるなど文教政策にも力を入れた。

### 1967年深川市長選挙
1967年の市長選挙は香川以外同じ顔ぶれとなったが、現職有利の予想に反し、真鍋に敗れた。
※当日有権者数：20,395人 最終投票率：93.59%（前回比：1.17pts）
| 候補者名 | 年齢 | 所属党派   | 新旧別 | 得票数  | 得票率 | 推薦・支持 |
| -------- | ---- | ---------- | ------ | ------- | ------ | ---------- |
| 真鍋政之 | 59   | 無所属     | 新     | 9,628票 | 50.9%  | -          |
| 宮崎正一 | 59   | 無所属     | 現     | 8,757票 | 46.3%  | -          |
| 升甚秀男 | 36   | 日本共産党 | 新     | 526票   | 2.8%   | -          |

6月16日に退任した。1988年死去。

## 栄典
- （時期不明） - 勲五等双光旭日章[2]